# Tau2 Arietis
Tau2 Arietis est une étoile de la constellation du Bélier de magnitude apparente 5,10.

## Nomenclature et histoire

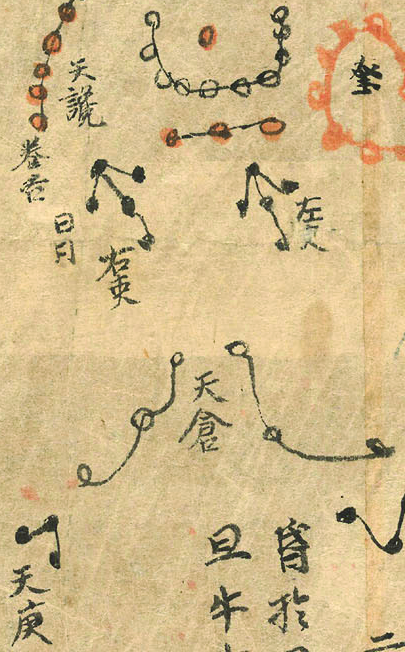
La constellation (星官 xīng guān) de 天阴 Tiān yīn sur la Carte de Dunhuang (ca. 649-684). Comme celles du石星经 Shí shì xīng jīn, « le Canon astral de Maître Shí », elles y sont indiquées en blanc.

Cette étoile est τ2 Ari dans la Désignation de Bayer et 61 Ari dans celle de Flamsteed.
天阴三 Tiān yīn sān, est, dans l’astronomie chinoise, le nom de τ2 Ari, soit la 3e étoile (星xiīng) de la constellation (星官 xīng guān) de 天阴 Tiān yīn, « le Yin céleste », et correspond au groupe à peu près au εζτδ/63 Ari dans 巫咸氏 Wu Xian shì, « le Canon Wū xián (av. Le IIIe s. de notre ère) et indiquées en blanc en blanc sur la Carte de Dunhuang (ca. 649-684).